# إيلا إكلوند
إيلا إكلوند (بالسويدية: Ella Eklund)‏ هي غطاسة سويدية، ولدت في 6 فبراير 1894 في ستوكهولم في السويد، وتوفيت في 17 أغسطس 1953.

## وصلات خارجية
- إيلا إكلوند على موقع أوليمبيديا (الإنجليزية)
- إيلا إكلوند على موقع اللجنة الأولمبية السويدية (السويدية)